# بوبي هاموند
بوبي هاموند (بالإنجليزية: Bobby Hammond)‏ هو لاعب كرة قدم أمريكية أمريكي، ولد في 20 فبراير 1952 في أورانجبورغ في الولايات المتحدة.

## وصلات خارجية
- بوبي هاموند على موقع مرجع كرة القدم المحترفة.كوم (الإنجليزية)